# Martín Rieznik

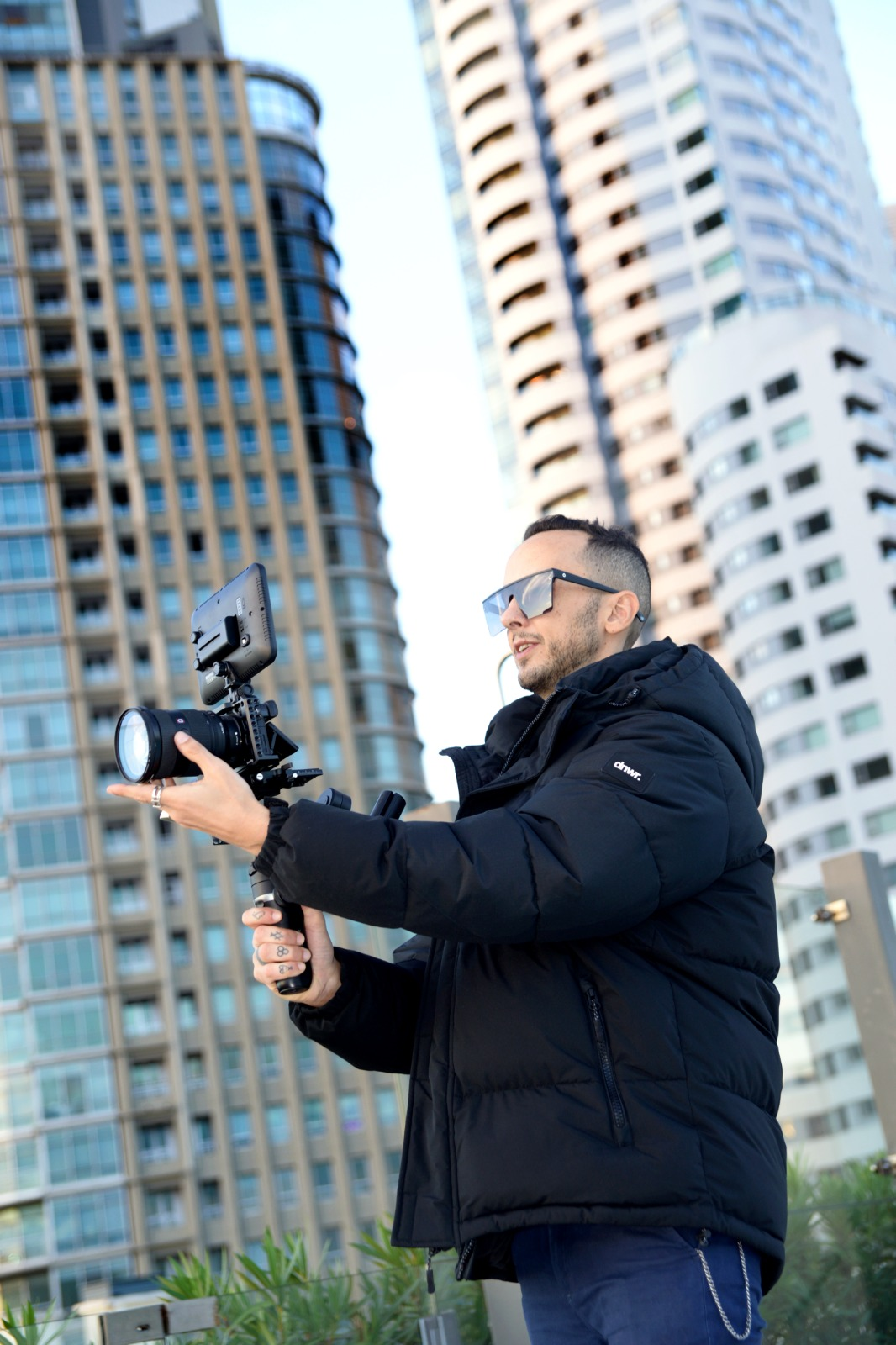

Martín Rieznik (São Paulo, 9 de enero de 1982) es un director de cine, conferencista, actor, escritor y emprendedor argentino/brasileño. 
Colabora como columnista y consultor en numerosos medios  entre los que se encuentran Clarín (Argentina), El Espectador (Colombia), EL Mercurio (Chile), Excélsior (México), La República (Uruguay), Revista Caretas (Perú), Caracol Radio (Colombia), Los 40 (Argentina), TV Pública (Argentina) y FOXTelecolombia.
En 2017 fue conferencista TEDx  en la Universidad de los Andes, Bogotá y en 2020 fue selección oficial en el BAFICI (Buenos Aires Festival Internacional de Cine Independiente) con su película "Una Historia de la Prohibición".

## Reseña biográfica
Martín Rieznik es hijo del profesor y político argentino Pablo Rieznik y de la doctora en economía Alejandra Herrera. Por parte materna es también nieto de Amílcar Herrera, geólogo argentino referente de la corriente de pensamiento latinoamericano sobre Ciencia y Tecnología. 
Nació en Brasil debido al exilio forzado de su familia de Argentina tras el secuestro de su padre por parte de la dictadura militar encabezada por el general Jorge Rafael Videla. Su familia se radicó nuevamente en Argentina en diciembre de 1984 tras el retorno de la democracia.
Estudió en el Colegio Nacional de Buenos Aires donde se graduó como bachiller y luego completó la carrera de Dirección Cinematográfica en la Fundación Universidad del Cine (FUC) y la carrera de formación actoral en el Centro Cultural San Martín.
En 2008 fundó junto a su hermano el neurocientífico Andrés Rieznik la primera escuela de Habilidades Sociales  en Latinoamérica, llamada LevantArte. Ese mismo año fue premiado en el One Minute Film Festival, Aarau Switzerland 08, por el cortometraje “DA2”.
En 2010 guionó y dirigió “Portuñol”, cortometraje filmado en película de 35mm con la producción de la Universidad del Cine.
Entre 2012 y 2014 fue el director de la producción audiovisual para la obra teatral “La mano que tacha”, acreedora de la beca de estímulo a la actividad cultural otorgada por el Fondo Nacional de las Artes de la República Argentina.
En 2014 publicó su primer libro “El Juego de la Seducción”.
En agosto de 2017 fue conferencista TEDx en la TEDxlasaguas de la Universidad de los Andes de Bogotá. Su conferencia “Seducir para ser feliz” acumula millones de reproducciones en Youtube y redes sociales.
En 2017 estrenó su largometraje de ficción “Selva” en el festival de cine independiente “Indie Grits” y en septiembre fue parte de la programación oficial del High Coast International Film Festival en Suecia.
En 2020 codirigió con el abogado y periodista Juan Manuel Suppa Altman, “Una Historia de la Prohibición” largometraje documental sobre la historia de la prohibición de drogas en la Argentina. La realización se produjo con subsidios del Instituto Nacional de Cine y Artes Audiovisuales - INCAA y el Mecenazgo Cultural de la Ciudad de Buenos Aires.
En 2021 publicó su segundo libro "La Ciencia de la Seducción: Todos los secretos sobre la atracción y el deseo", junto a la sex coach Mariela Tesler.
En 2024 publicó su tercer libro "La Brecha Orgásmica" con editorial Galerna. El libro cuenta con prólogo del escritor argentino Enzo Maqueira.

## Filmografía
- DA2 (2008) Director/actor/Guionista
- Portuñol (2010) Director/actor/Guionista
- Selva (2017) Director/Guionista
- Una Historia de la Prohibición (2020) Director/Guionista

## Libros
- Rieznik,  Martín (2018). El juego de la seducción. Buenos Aires: Dibuks. ISBN 9872935017.
- Rieznik,  Martín;  Tesler,  Mariela (2021). La Ciencia de la Seducción: Todos los secretos sobre la atracción y el deseo. Buenos Aires: Dunken. ISBN 978-9878514215.
- Rieznik,  Martín (2024). La Brecha Orgásmica. Buenos Aires: Galerna. ISBN 9786316632227.